# Osrednjebosanski kanton
Osrednjebosanski kanton je eden od desetih kantonov Federacije Bosne in Hercegovine. Kot pove ime, leži v osrednjem delu države, zahodno od Sarajeva. Prebivalstvo sestavljajo večinoma Bošnjaki in Hrvati.
V kantonu so združene občine Bugojno, Busovača, Dobretići, Donji Vakuf, Fojnica, Gornji Vakuf-Uskoplje, Jajce, Kiseljak, Kreševo, Novi Travnik, Travnik in Vitez.